# 王子謙
王子謙（Wong Tsz Him，1990年6月5日—），生於香港，香港足球運動員，司職守門員，現時效力香港甲組聯賽球會公民。

## 球會生涯
王子謙生於香港，早在少年時代便與同齡兼現時香港首席門將葉鴻輝同效丙組球隊香港09，於2008年獲傑志賞識加盟，不過王子謙卻因兼顧學業及受制身高條件難覓上陣機會，輾外借到大中及港菁等中下游球隊。他在2012年7月加盟標準流浪。
直至2013年夏天由於甲組球隊增至12隊，令本地球員需求大增，而晨曦隨住上季正副選門將張春暉和張景驊離隊，王子謙選擇加盟，與剛由青年軍提升上一隊的弟弟王子聰同時為晨曦守龍，成為一時佳話。雖然王子謙在晨曦站穩陣腳。
但在2014年夏天又因晨曦拒戰新成立的港超聯幾乎失業，只好轉戰當時留守港甲的南區，並協助球會於2015/16球季升班，即使在新球季有前香港代表隊正選門將謝德謙加盟，令王子謙再度退居後備。季尾，王子謙首次當選香港足球明星選舉公眾投票中的最佳撲救。
2018年夏天，王子謙重投標準流浪，並協助流浪奪得2018-19球季港甲季軍。2019年9月10日，他在個人 Facebook 發表聲明，公佈未有跟任何本地超聯、甲、乙、丙組球隊簽署球員合約，並且未有跟任何球隊達成協議。及後，他加盟香港甲組聯賽球會公民。

## 家庭生活
王子謙弟弟王子聰為現時自由身後備門將，兩兄弟同為英華書院舊生及校隊正選門將，於2013/14球季一同效力甲組球會晨曦成為一時佳話。

## 榮譽
- 香港足球明星選舉最佳撲救（2016–17季度）

## 外部連結
- 香港足球總會網頁球員資料 （页面存档备份，存于）